# Olav Dalgard
Olav Dalgard (dopnamn Olaf Hanssen, född 19 juni 1898 i Folldal, död 25 december 1980 i Bærum) var en norsk filmregissör, förkämpe för nynorskan samt litteratur- och konsthistoriker.

## Liv och arbete
Dalgard växte upp i Oppdal, dit familjen flyttat när han var tre år gammal. Han tog magisterexamen i litteratur och konsthistoria vid universitet i Oslo 1929. Under studietiden var han förman i "Studentmållaget" och aktiv i "Mot Dag-bevegelsen".
Dalgard arbetade som litteraturkritiker i Dagbladet och Arbeiderbladet. Från 1931 var han dramaturg och instruktör vid "Det Norske Teateret". Han studerade film i Sovjetunionen, och producerade på 1930-talet flera filmer med socialistiska budskap. Dalgard var också aktiv i Arbeiderpartiets kulturverksamhet.
Under andra världskriget blev Dalgard arresterad 1942 av de tyska ockupanterna och sänd till koncentrationslägret Sachsenhausen.
Efter kriget skrev Dalgard bland annat den norska teaterhistorien Teateret frå Aiskylos til Ibsen (1948) och teoretiska arbeten om film. Han var delaktig i upprättandet av Norsk Filminstitutt.
Dalgard var medlem i Statens filmråd, förman i "Norsk litteraturkritikerlag" 1953-1955 och president i "Human-Etisk Forbund" 1965-1977.
År 1961 blev Dalgard "Statsstipendiat". För sitt arbete mottog han 1978 "Norsk kulturråds ærespris". Han har gett namn åt Dalgards krititikarpris som delas ut årligen av "Norsk kritikerlag" till en kritiker inom litteratur, film eller teater.

## Filmografi
- Samhold må til (1935)
- Vi bygger landet (1936)
- By og land hand i hand (1937)
- Det drønner gjennom dalen (1938)
- Lenkene brytes (1938)
- Gryr i Norden (1939)
- Jag var fånge på Grini (1946)
- Om kjærligheten synger de (1946)
- Stevnemøte med glemte år (1957, endast manus)

## Priser
- Norsk kulturråds ærespris 1978
- Språklig samlings litteraturpris 1979